# Mae Fa Luang (district)
Mae Fa Luang (Thai: แม่ฟ้าหลวง) is een amphoe in de provincie Chiang Rai in Thailand.
Mae Fa Luang ontstond toen het op 1 april 1992 afsplitste van Mae Chan. In 1996 kwam er in de amphoe een vierde tambon, namelijk Mae Fa Luang. Op 5 december 1996 werd Mae Fa Luang erkend als een amphoe.
De naam Mae Fa Luang werd gegeven door Srinagarindra. Mae Fa Luang was haar bijnaam en betekent letterlijk 'Koninklijke moeder uit de hemel'.
De amphoe had in 2012 69.612 inwoners, waarvan 34.565 mannen en 35.047 vrouwen.
De amphoe bestaat uit 4 tambons en 87 mubans.
| No. | Naam           | Thai      | mubans | inwoners |  |
| --- | -------------- | --------- | ------ | -------- |  |
| 1.  | Thoet Thai     | เทอดไทย   | 24     | 22.526   |  |
| 2.  | Mae Salong Na  | แม่สลองใน  | 29     | 25.428   |  |
| 3.  | Mae Salong Nok | แม่สลองนอก | 13     | 15.028   |  |
| 4.  | Mae Fa Luang   | แม่ฟ้าหลวง  | 21     | 13.631   |  |

| Aangrenzende districten | Aangrenzende districten | Aangrenzende districten | Aangrenzende districten | Aangrenzende districten |
| ----------------------- | ----------------------- | ----------------------- | ----------------------- | ----------------------- |
| Myanmar                 |                         |                         |                         | Mae Sai                 |
|                         |                         |                         |                         |                         |
|                         |                         |                         |                         |                         |
|                         |                         |                         |                         |                         |
| Mae Ai                  |                         | Mueang Chiang Rai       |                         | Mae Chan                |

## Externe link

Landschap in Mae Fa Luang